# Siestrzanki
Siestrzanki – wieś w Polsce położona w województwie podlaskim, w powiecie łomżyńskim, w gminie Jedwabne.
Wierni kościoła rzymskokatolickiego należą do parafii Trójcy Przenajświętszej w Burzynie.

## Historia
Książęce dobra Brzostowo obejmowały obszar leśny przy ujściu rzeczki Wityni do Biebrzy. Pierwsza wzmianka o granicy Brzostowo pochodzi z lat 1414–1425. Na skraju tego lasu, od strony zachodniej powstały wsie Brzostowo Siestrzanki i Brzostowo Nadbory, a od północy Chyliny.
Miejscowość została założona przez Jana Siestrzanka z Karnic w województwie rawskim około 1472 r. Początkowo nazwana Brzostowo Siestrzanki, potem Siestrzanki.
Podatek pogłówny w roku 1676 płacili:
- Bronak? – podwojewodzi? wiski
- Ciecierski – sługa Bronaka
- Wojciech Brzostowski[10]

W czasach zaborów w granicach Imperium Rosyjskiego.
W roku 1827 miejscowość liczyła 14 domów i 83 mieszkańców.
Pod koniec XIX wieku wieś w powiecie kolneńskim, gmina Jedwabno, parafia Burzyn. Pobliski folwark Siestrzanki Brzostowo lit. A liczył 703 morgi, a oddzielony majątek, lit. B posiadał powierzchnię 261 morgów.
W latach 1921–1939 wieś leżała w województwie białostockim, w powiecie kolneńskim, w gminie Jedwabne.
Według Powszechnego Spisu Ludności z 1921 roku ówczesną kolonię zamieszkiwało 71 osób w 8 budynkach mieszkalnych. Podlegała pod Sąd Grodzki w Stawiskach i Okręgowy w Łomży; właściwy urząd pocztowy mieścił się w Jedwabnem.
W wyniku napaści ZSRR na Polskę we wrześniu 1939 miejscowość znalazła się pod okupacją sowiecką. 2 listopada została włączona do Białoruskiej SRR. 4 grudnia 1939 włączona do nowo utworzonego obwodu białostockiego. Od czerwca 1941 roku pod okupacją niemiecką. 22 lipca 1941 r. włączona w skład okręgu białostockiego III Rzeszy.
W latach 1975–1998 miejscowość administracyjnie należała do województwa łomżyńskiego.

## Urodzeni w Siestrzankach
- Ireneusz Kossakowski (ambasador Polski w Australii i Nowej Zelandii)
- Tadeusz Chmielewski (dziekan Wydziału Budownictwa WSI w Opolu, a następnie Politechniki Opolskiej)

## linki zewnętrzne
- Siestrzanki Brzostowo, [w:] Słownik geograficzny Królestwa Polskiego, t. X: Rukszenice – Sochaczew, Warszawa 1889, s. 600.